# Cos'è il buddismo
Cos'è il buddismo è un saggio di Jorge Luis Borges, scritto in collaborazione con Alicia Jurado. Fu pubblicato nel 1976, nella Colección Esquemas (n.118) della Editoriale Columba di Buenos Aires, che proponeva ai lettori un approccio informativo, rispondendo in modo divertente alla domanda "Che cos'è?".

## Tema
L'origine del testo risiede nella preparazione di una serie di conferenze tenute da Borges al Colegio Libre de Estudios Superiores de Buenos Aires nel 1950. La conferenza "Introduzione allo studio del Buddismo" fu la più popolare dei corsi da lui tenuti quell'anno con 191 iscritti. L'autore avrebbe approfittato di questi materiali, inizialmente destinati alla comunicazione orale, modificandoli per dargli la forma di un saggio letterario.
Borges conobbe la figura del Gautama Buddha molto presto, all'età di sette anni, quando lesse con grande difficoltà il poema di Sir Edwin Arnold, intitolato The Light of Asia, che gli diede un'idea generale della leggenda del Buddha e gli fecero una grande impressione, soprattutto gli ultimi versi del poema.

## Edizioni italiane
- Cos'è il buddismo, con Alicia Jurado, a cura di Francesco Tentori Montalto, Collana Tascabili Economici Newton, Roma, Newton [Compton], 1995, ISBN 978-88-798-3837-5; Collana GTEN, Roma, Newton Compton, 2003; Grandi Tascabili Economici, Roma, Newton Compton, 2012.
- Cos'è il Buddismo, Collana La mala parte, Prato, Piano B, 2020, ISBN 978-88-937-1089-3.